# 張玄錫
張玄錫（？—1658年），《清实录》避讳作張悬錫，字仲昔，北直隸保定府清苑縣人，明末清初政治人物。

## 生平
崇禎十五年（1642年）壬午科中式順天鄉試第一百三十名舉人，崇禎十六年（1643年）癸未科會試第六十一名，三甲第一百四十五名進士，工部觀政，本年授翰林院庶吉士。明亡后經左春坊左庶子李若琳举荐，順治四年八月授内翰林国史院庶吉士，五年三月升检讨，六年正月升侍講，八年丁憂歸。服闋，十一月七月補原官。十二年正月充《順治大訓》副总裁官，升内翰林弘文院学士，本年充武舉会试主考官。十三年五月著升兵部尚书，兼都察院右副都御史、总督宣大等处，十四年正月加太子太保，仍以兵部尚书、兼都察院右副都御史、总督直隶、山东、河南等处军务兼理粮饷。四月至顺德府迎接義王孫可望，因被学士麻勒吉折辱，宴会后回到馆舍用佩刀刎颈自杀，被家丁急救未死。之后被降三级调用。十五年七月，巡视西城副理事官春堆奏报，張玄錫在本月十二日自缢于圣安寺。而順治帝只是将麻勒吉等人降职处理。

## 家族
曾祖張光代。祖父張景亨。父張持敬，河南汝寧訓導。